# Namilumab
Il namilumab (MT203) è un anticorpo monoclonale umano immunoglobulinico (del sottogruppo IgG1) che ha per target il fattore di crescita dei granulociti e dei macrofagi (GM-CSF, detto anche CSF2, ossia Colony Stimulating Factor 2) ed è attualmente oggetto di studi clinici vertenti sulla terapia dell'artrite reumatoide e dell'artrite psoriasica.
Gli studi clinici effettuati sull'anticorpo, giunti in fase I o in fase II, hanno l'obiettivo di studiarne la sicurezza, la tollerabilità e l'efficacia terapeutica in pazienti affetti da artrite reumatoide e da psoriasi a chiazze.
Il namilumab è stato prodotto dalla Micromet Inc ed è ora in fase di sviluppo da parte della Takeda Pharmaceuticals International.